# Meursac
Meursac is een gemeente in het Franse departement Charente-Maritime (regio Nouvelle-Aquitaine). De plaats maakt deel uit van het arrondissement Saintes. Meursac telde op 1 januari 2022 1.544 inwoners.

## Geografie
De oppervlakte van Meursac bedroeg op 1 januari 2022 26,17 vierkante kilometer; de bevolkingsdichtheid was toen 59 inwoners per km².
De onderstaande kaart toont de ligging van Meursac met de belangrijkste infrastructuur en aangrenzende gemeenten.

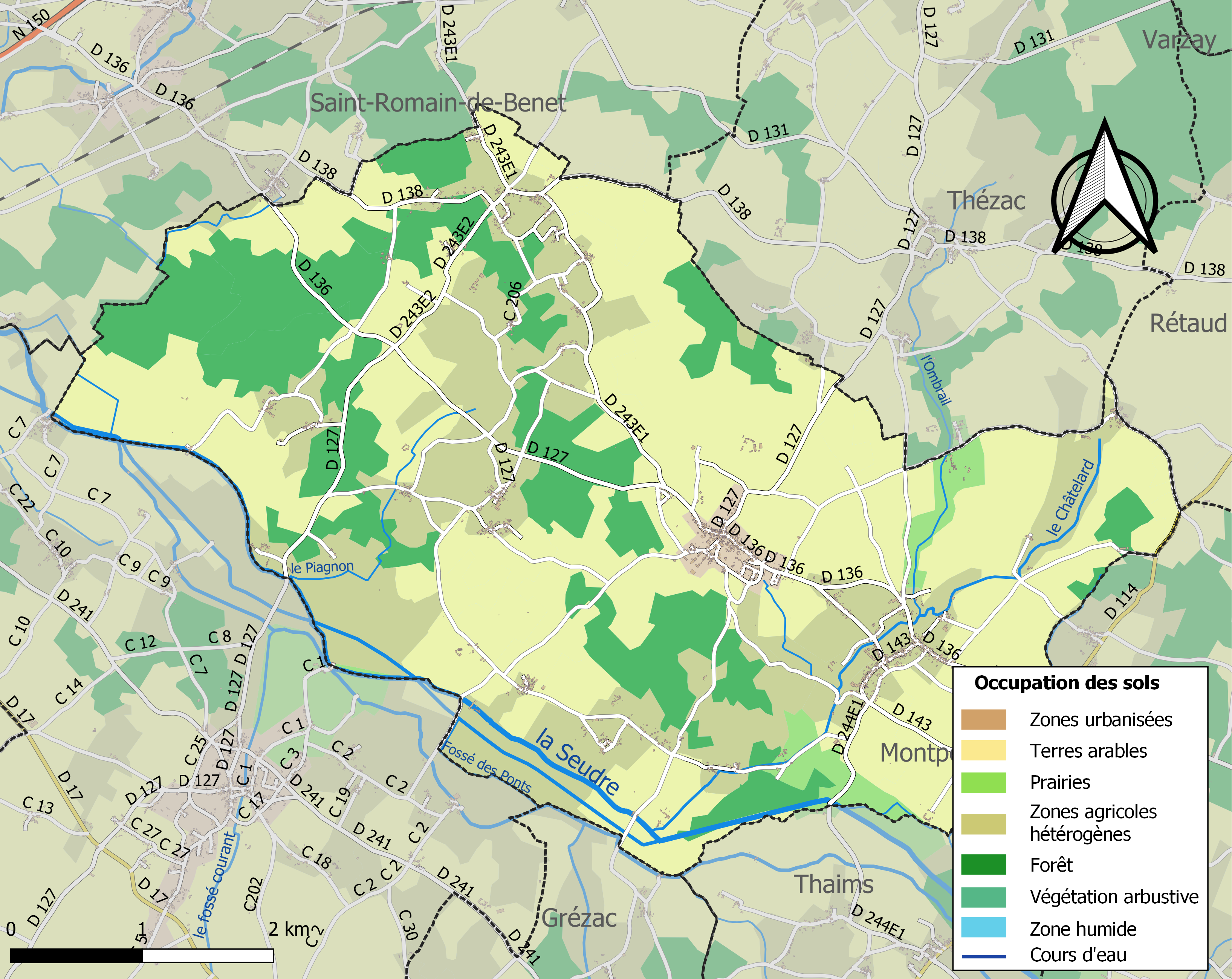

## Demografie
Onderstaande figuur toont het verloop van het inwonertal (bron: INSEE-tellingen).